# Gewog di Khamdang
Il gewog di Khamdang è uno degli otto raggruppamenti di villaggi del distretto di Trashiyangtse, nella regione Orientale, in Bhutan.